# Vojo Vujević
Vojo Vujević (Split, 2. ožujka 1955.) hrvatski je džudaš, osvajač svjetskog brončanog odličja. Natjecao se u kategorijama do 71 i 78 kilograma.

## Životopis
Karijeru je započeo u Judo klubu »Split«, za koji je nastupao od 1972. do 1984. Prvi uspjeh ostvaruje osvajanjem bronce na Jugoslavenskom kadetskom prvenstvu 1972. u Novom Sadu U juniorskoj kategoriji bio je prvak (Beograd, 1975.) i doprvak (Split, 1984.) Jugoslavije.
Naslove jugoslavenskog prvaka u seniorskoj kategoriji osvajao je 11 puta (u Zagrebu, Beogradu, Celju, Čakovcu, Ljubljani, Mariboru, Prištini, Rijeci i Novom Sadu), čime se smatra najuspješnijim hrvatskim i jugoslavenskim judašem.
Najveće uspjehe u karijeri ostvario je osvajanjem bornčanog odličja na Svjetskom prvenstvu 1981. u nizozemskom Maastrichtu i srebrnog odličja na Svjetskom studentskom prvenstvu 1978. u Rio de Janieru. U Svjetskom kupu ostvario je 3 postolja (2 srebrna i 1 brončano).